# Aldeaquemada
Aldeaquemada település Spanyolországban, Jaén tartományban. Aldeaquemada Navas de San Juan, Santa Elena, Santisteban del Puerto és Vilches községekkel határos. Lakosainak száma 456 fő (2024).

## Népesség
A település népessége az elmúlt években az alábbi módon változott:
| Lakosok száma | 573  | 539  | 571  | 545  | 550  | 536  | 503  | 481  | 463  | 456  |
|               | 2001 | 2004 | 2007 | 2009 | 2012 | 2014 | 2017 | 2019 | 2022 | 2024 |